# Zona de conservació de l'Ngorongoro
La zona de conservació de l'Ngorongoro (NCA) és una zona de conservació inscrit a la llista del Patrimoni de la Humanitat per la UNESCO, des de 1979 i ampliat el 2010. Està situat a 180 km a l'oest d'Arusha als altiplans dels cràters de Tanzània. Dins s'hi troba el cràter de l'Ngorongoro, una gran caldera volcànica. L'àrea de conservació és administrada per l'Administració de la Zona de Conservació de Ngorongoro, una entitat del govern de Tanzània, i els seus límits segueixen el contorn de la Divisió de Ngorongoro de la regió d'Arusha.
Des del 2009 l'autoritat governamental ha proposat una reducció de la població de la zona protegida de 65.000 a 25.000. Hi ha plans que estan sent estudiats per a 14 més hotels turístics de luxe, de manera que puguin accedir a "la bellesa sense igual d'un dels santuaris de vida silvestre inalterada al món". Cap dels llocs de nivell directiu en l'àrea de conservació de Ngorongoro està encara en mans d'un membre dels pastors maasai locals.
La Llei de Conservació de la Vida Silvestre de Ngorongoro de 2009 va posar noves restriccions a l'assentament humà i l'agricultura de subsistència al cràter, desplaçant els pastors masai, la majoria dels quals havien estat traslladats a Ngorongoro de les seves terres ancestrals al nord quan el govern colonial britànic va establir el Parc Nacional del Serengeti el 1959.

## Història i geografia

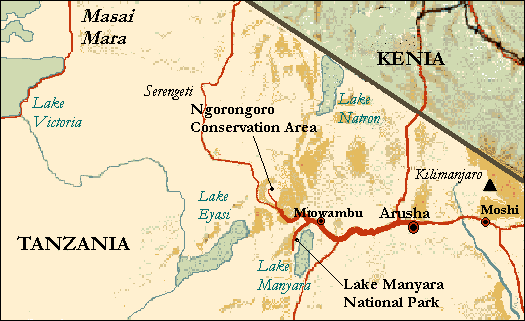
Mapa del nord de Tanzània

Segons evidències fòssils a la Gorja d'Olduvai diverses espècies d'homínids hi van viure fa tres milions d'anys.
Els Mbulu aparegueren a la zona fa uns 2.000 anys i els Datooga cap al 1700.
Els Maasai van arribar al segle xix. L'Ngorongoro va ser nomenat pels Maasai com El-Nkoronkoro és a dir, el regal de la vida. Això es va deure al fet que estaven migrant d'Àfrica central per a un assentament permanent.
Grans figueres del bosc de Lerai són considerades sagrades pels Maasai i Datooga.
Els europeus no arribaren a la zona fins a 1892.
El 1921, es va aprovar la primera ordenança de preservació de caça, que restringia la caça als titulars de permisos a tot Tanzània. L'any 1928, es va prohibir la caça a tots els terrenys de la vora del cràter, excepte a les antigues granges de Siedentopf. L'Ordenança del parc nacional de 1948 (implementada el 1951) va crear el Parc Nacional del Serengeti (SNP). Això, però, va causar problemes amb els massai i altres tribus, donant lloc a l'ordenança de l'àrea de conservació de Ngorongoro (1959) que separava l'àrea de conservació del parc nacional. Els pastors masai que vivien al parc nacional del Serengeti es van traslladar sistemàticament a Ngorongoro, augmentant la població de massai i el bestiar que vivia al cràter.
L'Autoritat de l'Àrea de Conservació de Ngorongoro es va establir per la Llei de lleis del parc (esmenes diverses) de 1976 i és propietari de la majoria de terres de l'Àrea de Conservació de Ngorongoro, inclòs el cràter. La zona es va convertir en Patrimoni de la Humanitat per la UNESCO el 1979. La Llei de Conservació de la Vida Silvestre de 2009 va restringir encara més l'ús humà del cràter de Ngorongoro i va crear un marc legal per privar de drets polítics i desplaçar per la força als pastors tradicionals. La restricció a l'ús del sòl va generar tensió entre les comunitats masai locals i les autoritats de conservació. La Unió Internacional per a la Conservació de la Natura (UICN) està buscant solucions per alleujar els conflictes i millorar els esforços de col·laboració per a la conservació amb la població local.
La terra de l'àrea de conservació és multiusos i única perquè és l'única àrea de conservació de Tanzània que protegeix la vida salvatge alhora que permet l'habitat humà. L'ús del sòl està controlat per evitar efectes negatius sobre la població de fauna. Per exemple, el conreu està prohibit a tots els nivells menys de subsistència.
La zona forma part de l'ecosistema del Serengeti i, al nord-oest, contigua amb el SNP i és contigua amb les planes del sud del Serengeti. Aquestes planes també s'estenen cap al nord a la divisió Loliondo desprotegida i es mantenen obertes a la vida salvatge a través del pasturatge de transhumància practicat pels massai. El sud i l'oest de la zona són terres altes volcàniques, com ara el famós cràter Ngorongoro i el menys conegut cràter Empakaai. Els límits sud i est estan aproximadament definits per la vora del mur del Rift d'Àfrica Oriental, que també impedeix la migració dels animals en aquestes direccions.
La zona de l'Ngorongoro era originalment part del Parc Nacional del Serengeti quan va ser creat pels britànics el 1951. També hi viuen persones.
Al sud i oest hi ha zones volcàniques altes. La Vall del Gran Rift fa de límit i impedeix les migracions d'animals.

## Vida silvestre

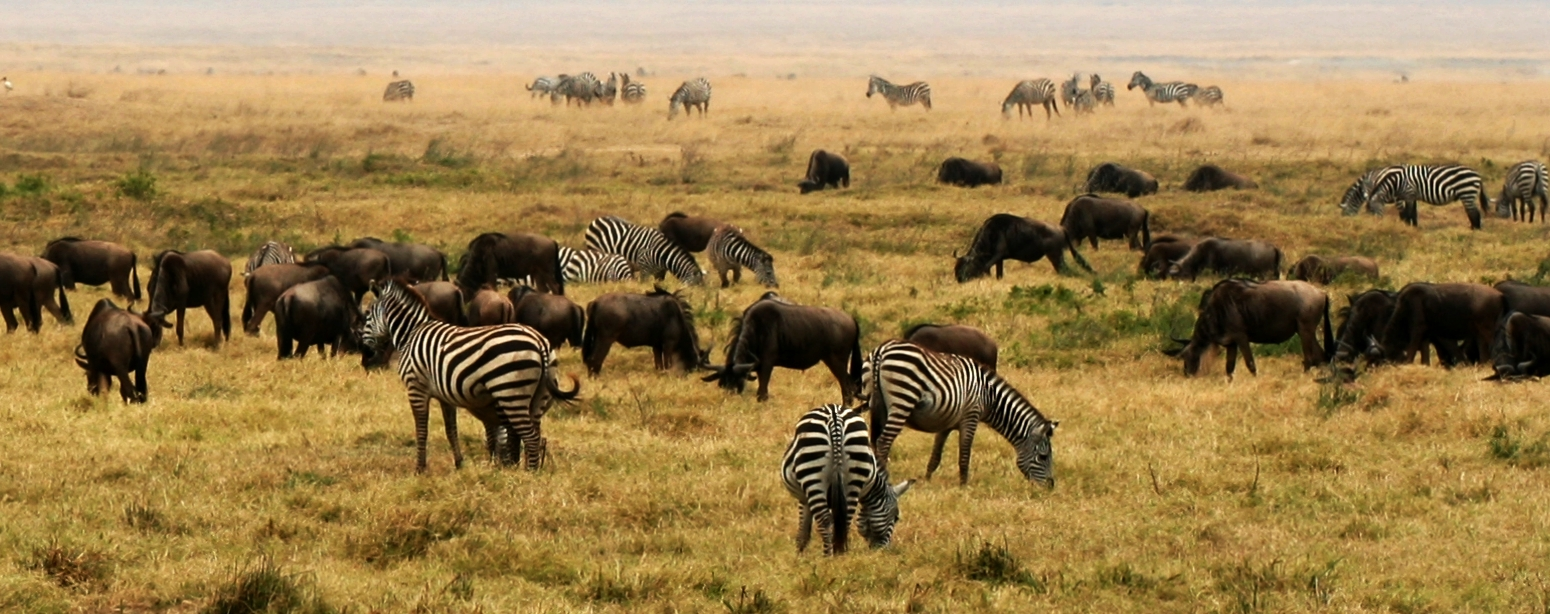
Nyus blaus (Connochaetes taurinus) i zebres

Hi ha uns 25.000 grans animals, molts d'ells ungulats, vivint en el cràter. Entre els grans animals que hi ha s'hi troben els rinoceronts negres la població del qual ha decrescut de 108 del 1964-1966, entre 11-14 el 1995, el búfal africà, alguns hipopòtams, nombrosos ungulats uns 7.000 nyus blaus (Connochaetes taurinus), 4.000 zebres, i 3.000 gaseles Thomson, l'Eland, Gasela de Grant, l'Antílop aquàtic que es troben principalment prop del Bosc de Lerai.
El 2001 hi havia uns 62 lleons; també hi ha lleopards, elefants - en declivi - i uns 4.000 búfals del Cap.
A l'estiu grans ramats del Serengeti hi passen incloent 1,7 milions de Connochaetes taurinus, 260.000 zebres, i 470.000 gaseles.

## Geologia
El grup volcànic de Ngorongoro del Pliocè està format per vuit volcans en escut extingits dins del mig-graben d' Eyasi, el límit oriental marcat per l'escarpa occidental de Gregory Rift. L'escarpa del llac Eyasi limita el mig-graben al sud-oest. Dins del complex, cinc volcans són cons en forma de cúpula, mentre que tres tenen calderes. El volcà Ngorongoro (2,5–1,9 Ma) és principalment traquiandesita basàltica. La caldera és alimentada pels rius Munge i Oljoro Nyuki, mentre que les aigües termals de Ngoitokitok s'alimenten al pantà de Goringop. El llac Magadi és un llac alcalí poc profund (1,7 m). Altres volcans del complex inclouen Olmoti (2,01–1,79 Ma), Empakaai, Loolmalasin, Sadiman (3,7 Ma), Lemagrut i Oldeani. La part nord-oest de l'àrea de conservació està formada per les planures del Serengeti, les planes de Salei, el congost d'Oldupai i els inselbergs de les muntanyes Gol. Aquests inselbergs formen part del cinturó de Moçambic quarsita i mica esquist d'aproximadament (800-500 Ma) d'edat.

## Cràter de l'Ngorongoro

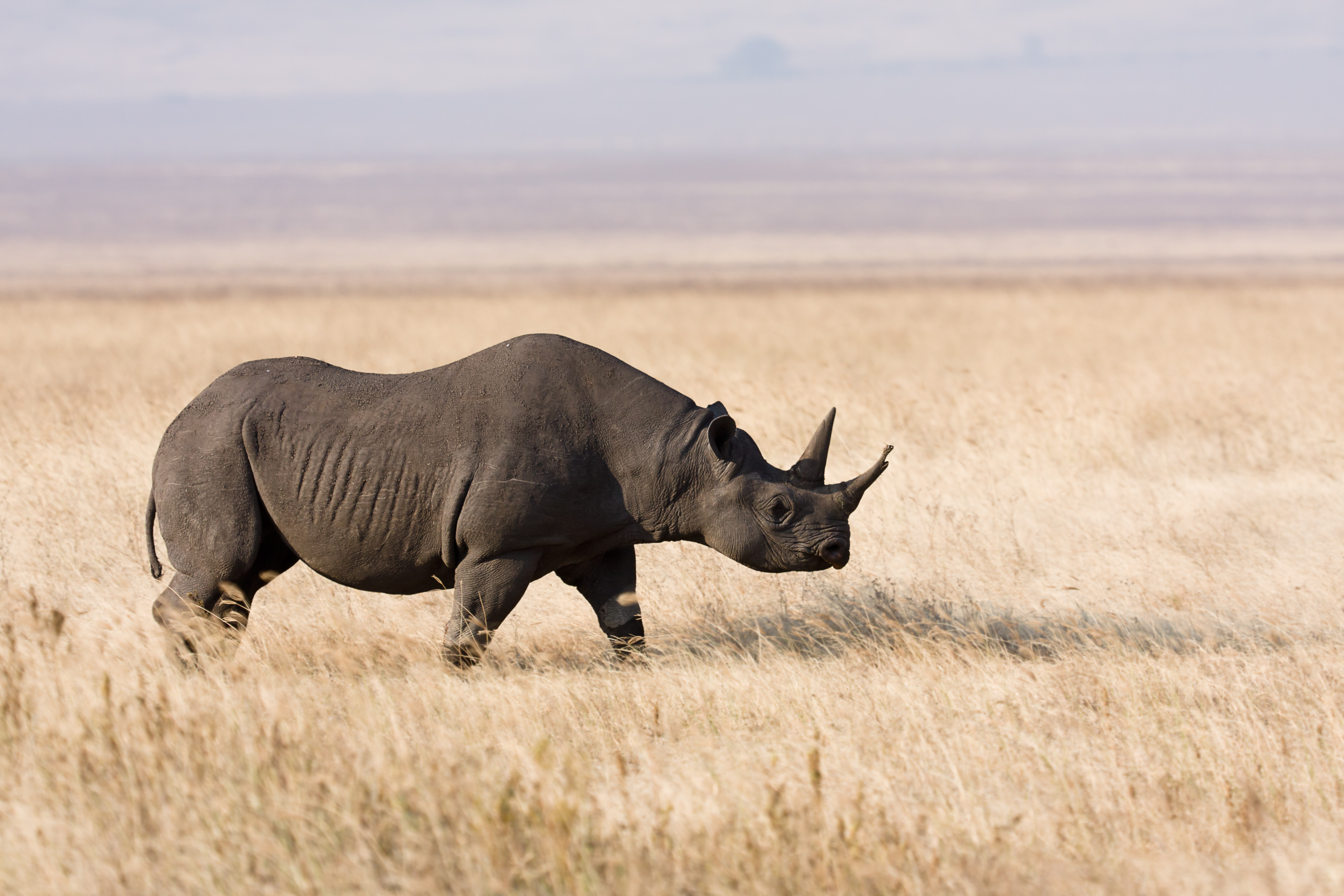
Rinoceront negre dins el cràter

Aquest cràter és un gran caldera volcànica intacta. Es va formar fa de dos a tres milions d'anys, fa 610 metres de fondària i el seu terra cobreix 260 km².
Els lleons no surten del cràter i per això presenten problemes genètics de consanguinitat. Dins del cràter no hi ha alguns animals que sí que hi són fora, com és el cas de girafes i cocodrils.
La pluviometria a sobrevent del cràter és d'uns 800 a 1200 mm anuals i està cobert per un estatge montà, en canvi a sotavent la pluja es redueix a 400-600 mm i hi ha praderies i matolls amb arbres com Euphorbia bussei. A la base del cràter hi ha una praderia oberta amb dues petites zones boscoses dominades per Acacia xanthophloea.